# Пове дел Грапа
По̀ве дел Гра̀па (на италиански: Pove del Grappa; на венециански: Pòe, Пое) е малко градче и община в Северна Италия, провинция Виченца, регион Венето. Разположено е на 163 m надморска височина. Населението на общината е 3083 души (към 2015 г.).